# Salmoneus
Salmoneus (gr. Σαλμωνεύς) – w mitologii greckiej syn Eola i Enarete.
Młodość spędził w rodzinnej Tesalii, później jednak wywędrował wraz z grupą swoich zwolenników do Elidy, gdzie założył miasto Salmone, nazwane jego imieniem. Jego pierwszą żoną była Alkidike, córka króla Aleosa, z którą miał córkę Tyro. Po jej śmierci ożenił się powtórnie z Sidero.
Był okrutnym władcą, a od poddanych domagał się dla siebie boskiej czci równej Zeusowi. Po wybrukowanych spiżem ulicach miasta jeździł rydwanem, za którym ciągnęły się łańcuchy, mające swoim łoskotem naśladować grzmoty. Rzucał także pomiędzy tłum zapalone pochodnie, udające błyskawice. W końcu oburzony bluźnierstwem Zeus poraził piorunem Salmoneusa wraz z jego ludem i doszczętnie spalił miasto.